# Åke Nordenfelt
Åke Hjalmar Nordenfelt (i riksdagen kallad Nordenfelt i Kristianstad), född 14 juli 1847 i Örby församling, Älvsborgs län, död 15 mars 1920 i Lund, Malmöhus län (folkbokförd i Hälsingborgs församling, Malmöhus län), var en svensk kapten, disponent och politiker. Han var son till översten och landshövdingen Enar Nordenfelt samt bror till Leonard, Carl och Thorsten Nordenfelt.
Nordenfelt var ledamot av riksdagens andra kammare 1887B–1890, invald i Kristianstads och Simrishamns valkrets i Kristianstads län. Han tillhörde Andra kammarens center 1889–1890.